# Vicente Jiménez Zamora
Vicente Jiménez Zamora (Ágreda, 28 de janeiro de 1944) é um clérigo espanhol e arcebispo católico romano emérito de Saragoça.
Vicente Jiménez Zamora recebeu o Sacramento da Ordem em 29 de junho de 1968.
Em 21 de maio de 2004, o Papa João Paulo II o nomeou Bispo de Osma-Soria. O núncio apostólico na Espanha e Andorra, Manuel Monteiro de Castro, o consagrou bispo em 17 de julho do mesmo ano; os co-consagradores foram o Cardeal Antonio María Rouco Varela, Arcebispo de Madri, e Francisco Gil Hellín, Arcebispo de Burgos.
Papa Bento XVI nomeou-o Bispo de Santander em 27 de julho de 2007.
Em 12 de dezembro de 2014, o Papa Francisco o nomeou Arcebispo de Saragoça. A inauguração ocorreu em 21 de dezembro do mesmo ano.
O Papa Francisco aceitou sua aposentadoria em 6 de outubro de 2020.